# Ossuaire de Sedlec
Pour les articles homonymes, voir Ossuaire (homonymie).
L’ossuaire de Sedlec (en allemand : Sedletz-Ossarium) est situé dans la chapelle funéraire de Tous-les-Saints du cimetière du monastère cistercien de Sedlec (anciennement en allemand Sedletz), à Kutná Hora, en République tchèque.

## Histoire
L'origine de cet ossuaire remonte à celle de l'église de l’Assomption de Sedlec appartenant à l'ordre cistercien. En 1278, le père-abbé est envoyé en Terre sainte par Ottokar II de Bohême et revient de ce pèlerinage avec une poignée de terre provenant du Golgotha qu'il répand sur la surface du cimetière lequel gagne ainsi une réputation de terre sainte propre à assurer le repos éternel en attendant la résurrection.
En 1348, la peste noire frappe durement la Bohême et cette année-là, ce sont quelque trente mille personnes qui y sont enterrées.
Après les croisades contre les Hussites, une partie du cimetière est supprimée, le monastère est détruit et l’abbatiale est brûlée, les os sont alors entreposés près de la chapelle funéraire. L'église de l'Assomption et le monastère vont rester dans cet état pendant à peu près trois siècles. Les premières mentions d'une décoration avec les os humains de cette chapelle remontent au XVIIe siècle. Entre 1700 et 1709, une reconstruction baroque de la chapelle de Tous-les-Saints est entreprise sous les ordres et sur les plans de l'architecte Jan Blažej Santini-Aichel, également chargé de la reconstruction de l'abbaye cistercienne dont  dépend le cimetière. C'est de cette époque que date la décoration, œuvre de l'atelier du sculpteur pragois Matthias Braun, dont la thématique est tirée du livre Ézéchiel dans la Bible avec un message clair en faveur de la vie éternelle.
La chapelle, telle que nous la connaissons aujourd'hui, est le résultat de la restauration entreprise en 1870 par le sculpteur František Rint de Česká Skalice, commissionné par les princes Schwarzenberg de Worlik, aujourd'hui Orlík nad Vltavou, alors propriétaires du cimetière.
On estime à quarante mille le nombre de personnes dont les restes sont entreposés dans l'ossuaire.

## Culture

### L'Ossuaire de Sedlec dans les arts
- Un jeu de société, Skulls of Sedlec, sorti en 2020, prend pour cadre l'Ossuaire de Sedlec.

## Galerie

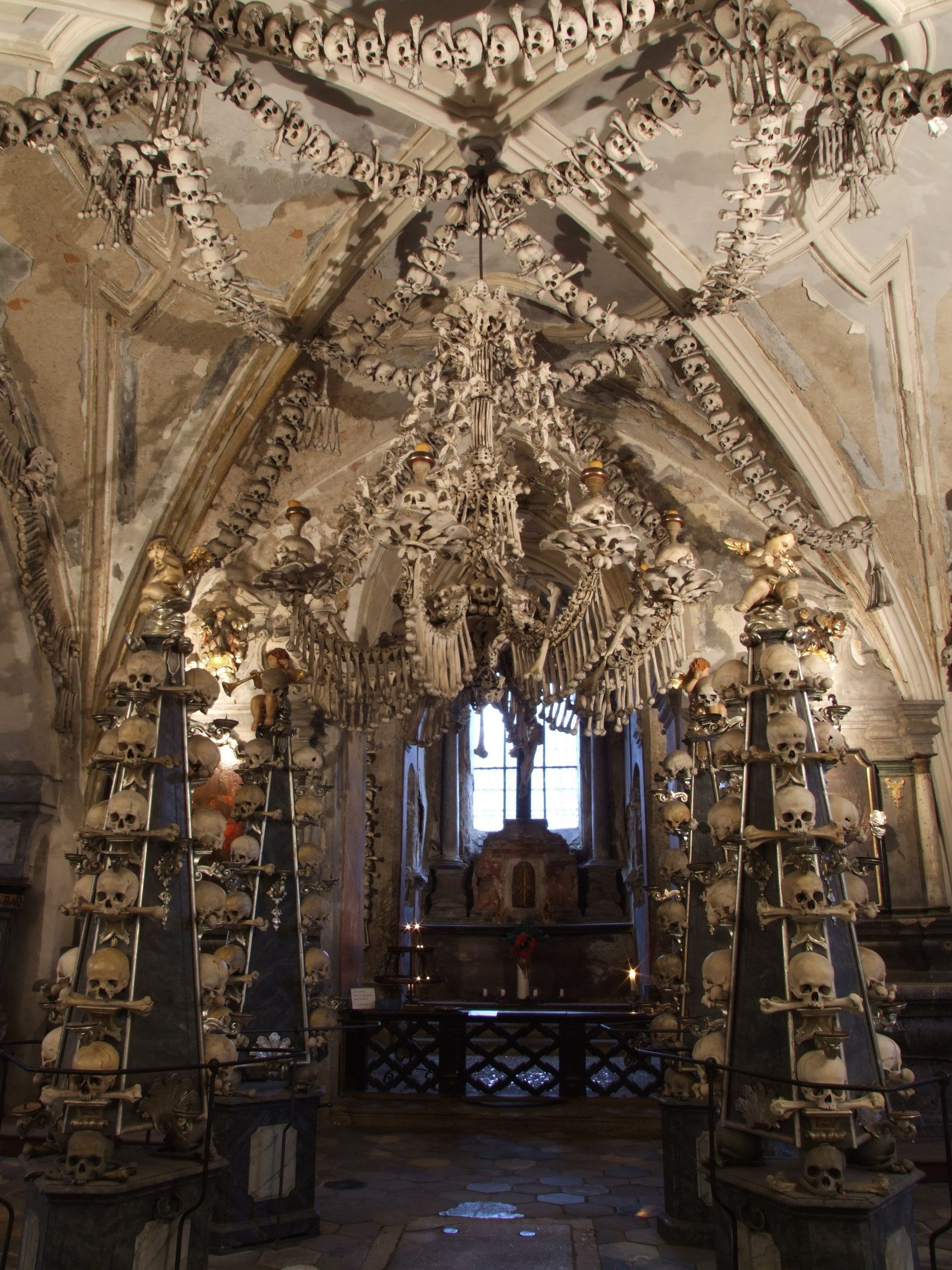
Intérieur de la chapelle
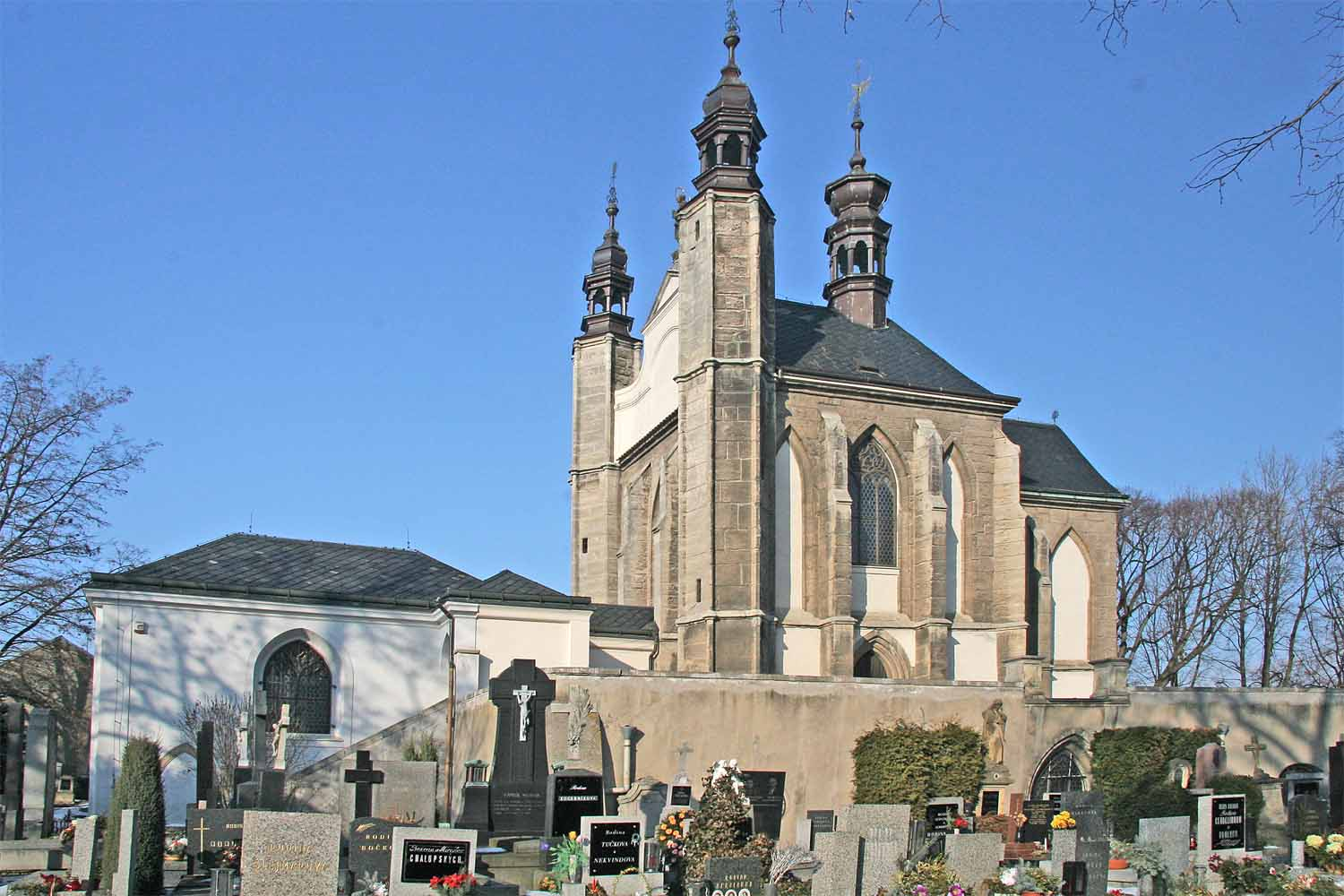
Chapelle funéraire de Tous-les-Saints et cimetière de Sedlec.
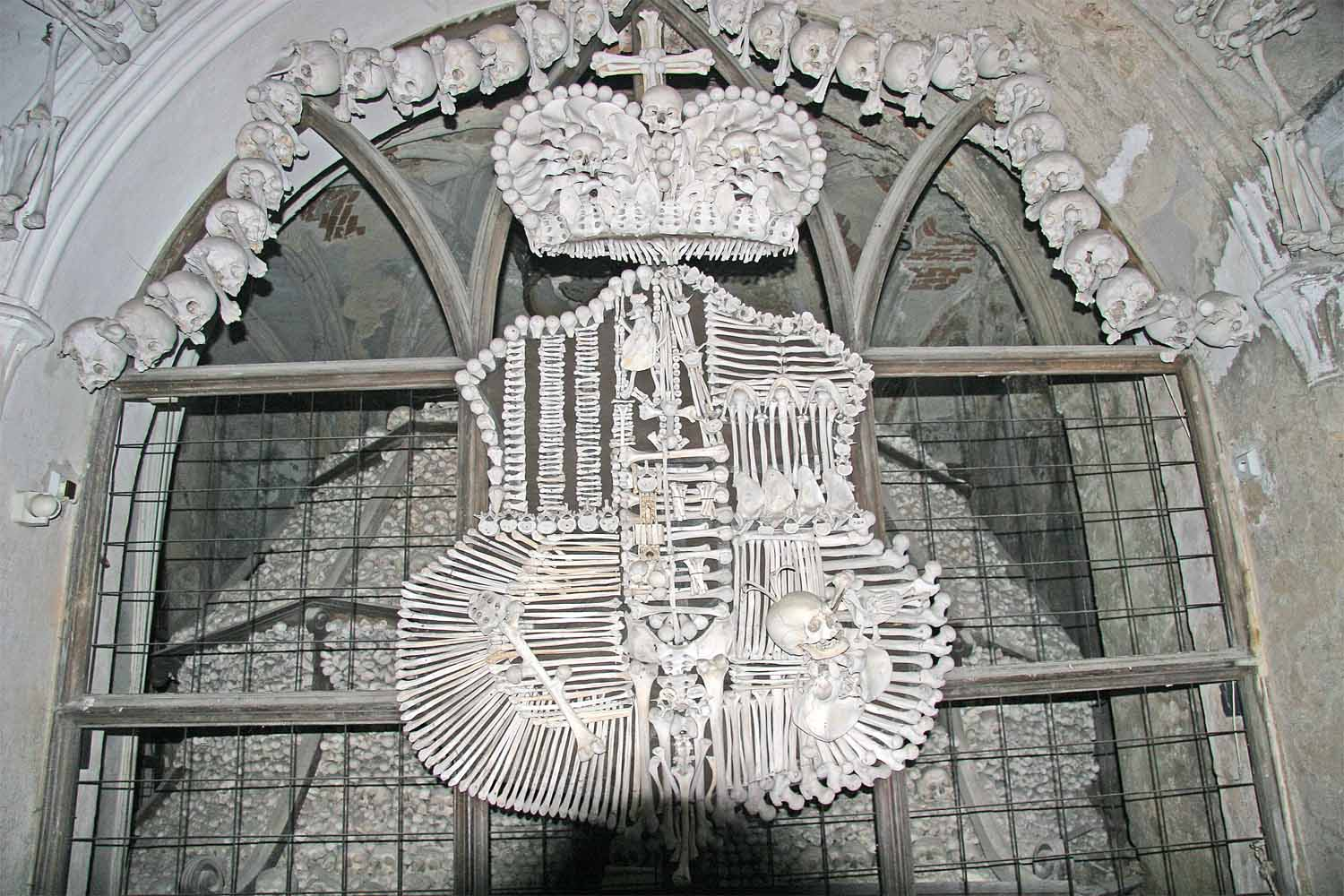
Détail, blason de la maison de Schwarzenberg en os humains.
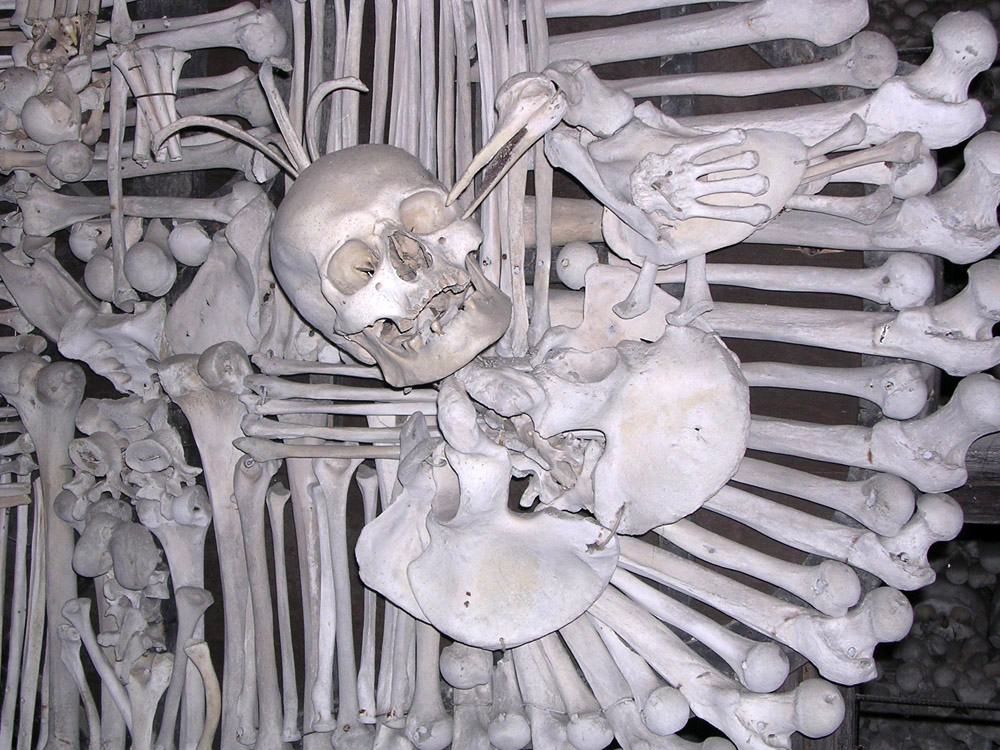
Détail, blason de la maison de Schwarzenberg en os humains.